# Luigi Mosca
Luigi Mosca (Nàpols, Campània, 1775 - 30 de novembre de 1824) fou un compositor italià germà del també compositor Giuseppe Mosca (1772-1839).
Fou acompanyant en el Teatro San Carlo de la seva ciutat natal, segon mestre de la capella del rei i director del Teatre Nuovo de Nàpols. Entre els seus alumnes de Nàpols tingué a Giuseppe Bornaccini.

## Òperes
Es coneixen 18 obres de Mosca; l'any i la ciutat es refereixen a la primera actuació.
- L'impresario burlato (opera buffa, llibret de F. Antonio Signoretti, 1797, Nàpols)
- La sposa tra le imposture (opera buffa, llibret de F. Antonio Signoretti, 1798, Nàpols)
- Un imbroglio ne porta un altro (opera buffa, llibret de Giuseppe Palomba, 1799, Nàpols)
- Gli sposi in cimento (opera buffa, llibret de Francesco Saverio Zini, 1800, Nàpols)
- L'omaggio sincero (opera buffa, llibret de Giuseppe Pagliuca, 1800, Nàpols)
- Le stravaganze d'amore (opera buffa, llibret de Francesco Saverio Zini, 1800, Nàpols)
- Gli amanti volubili (opera buffa, llibret de Jacopo Ferretti, 1801, Roma)
- L'amore per inganno (L'amoroso inganno; La cantatrice di spirito) (opera buffa, llibret de Giuseppe Palomba, 1801, Nàpols)
- Il ritorno impensato (Il ritorno inaspettato) (opera buffa, llibret de Francesco Saverio Zini, 1802, Nàpols)
- L'impostore ossia Il Marcotondo (opera buffa, llibret d'Andrea Leone Tottola, 1802, Nàpols)
- La vendetta femminina (opera buffa, 1803, Nàpols)
- Gli zingari in fiera (opera buffa, 1806, Gènova)
- I finti viaggiatori (opera buffa, llibret de Nicasio De Mase, 1807, Nàpols)
- L'Italiana in Algeri (opera buffa, llibret d'Angelo Anelli, 1808, Teatro alla Scala di Milà)
- La sposa a sorte (opera buffa, llibret de Giuseppe Palomba, 1810, Nàpols)
- Il salto di Leucade (opera seria, llibret de Giovanni Schmidt, 1812, Teatro San Carlo de Nàpols amb Giacomo David i Michele Benedetti)
- L'audacia delusa (opera buffa, llibret de Giuseppe Palomba, 1813, Nàpols)
- Il bello piace a tutti